# Stormyran i Njurunda
Stormyran i Njurunda este o arie protejată (arie specială de conservare — SAC, sit de importanță comunitară — SCI) din Suedia întinsă pe o suprafață de 53,6 ha, integral pe uscat.

## Localizare
Centrul sitului Stormyran i Njurunda este situat la coordonatele 62°12′44″N 17°24′01″E / 62.2122°N 17.4003°E.

## Înființare
Situl Stormyran i Njurunda a fost declarat sit de importanță comunitară în aprilie 2004 pentru a proteja un număr necunoscut de specii din flora spontană și fauna sălbatică aflate în arealul zonei. Situl a fost protejat și ca arie specială de conservare în martie 2011.

## Biodiversitate
Situată în ecoregiunea boreală, aria protejată conține 4 habitate naturale: Mlaștini turboase de tranziție și turbării mișcătoare, Lacuri și iazuri distrofice naturale, Turbării active, Mlaștini împădurite.
La baza desemnării sitului se află un număr nedeclarat de specii protejate.